# آدم مايلز
آدم مايلز (19 سبتمبر 1989 في المملكة المتحدة - ) (بالإنجليزية: Adam Miles)‏ هو لاعب كريكت نيوزلندي.

## وصلات خارجية
- آدم مايلز على موقع إي آس بي آن كريك إنفو (الإنجليزية)